# Márton Ferenc (festő)
Márton Ferenc (Csíkszentgyörgy, 1884. december 15. – Budapest, 1940. június 8.) erdélyi magyar festő, grafikus, szobrász, építész, bélyegtervező. A székely festőművészet egyik legkiemelkedőbb képviselője, harmincéves pályafutása során több ezer festményt és más képzőművészeti alkotást készített.
Tudott rajzolni, karikaturisztikusan, art décósan, operettesen, humorizálóan, realisztikusan, élesebb humorral, és úgymond csuklóból, könnyedén, nagyon könnyedén. Nem agyonrajzolt dolgok, frissek, nincs keresővonal rajtuk, nincs radírozás, egyből papírra kerültek. Ő volt az egyetlen magyar képzőművész, aki kb. tíz műfajban alkotott és mindenben tökéletest, és mégis félre van téve és el van felejtve.

## Élete és munkássága
1884. december 15-én született Csíkszentgyörgyön. Apja Márton Zakariás, anyja András Borbála volt; a szülők hét gyermeke közül ő volt a legnagyobb. Szülei döntése alapján Csíksomlyón tanult, ahol rajzolási tehetségével már kisdiák korában kitűnt társai közül. A két utolsó tanulmányi évet Kézdivásárhelyen végezte el, ott is érettségizett le. 1903-ban iratkozott be a budapesti Rajztanárképző Főiskolára, a felvételi vizsgán 120 jelentkező közül az elsők egyike volt. Tanulmányait szülőföldjének székely közössége, valamint Csík vármegye évi 300 korona ösztöndíjjal és anyagi támogatással segítette.  A főiskolán –, ahol Székely Bertalan és Hegedűs László növendékeként tanult, – 1908-ban tanári oklevelet szerzett. Még abban az évben harmadik díjat szerzett egy londoni plakátpályázaton. Ezután Münchenben folytatta tanulmányait.
1912-ben közszemlére tette a Városligetben található Műcsarnokban a Gátkötő csíki székelyek (egyes forrásokban Csíki székely gátkötők) című 1912-es alkotását. A rákövetkező évben Münchenben nemzetközi képkiállítást rendeztek, amelyen több magyar festőművésszel együtt Márton Ferenc is részt vett. A helyi újság a festő Gátkötő csíki székelyek  című munkásfestményét a kiállítás legbecsesebb darabjának nevezte ki, és a legnagyobb dicséret mellett emlékezett meg az alkotásról. Abban az évben Budapesten is az előbbi festményénél sokkal nagyobb méretekkel rendelkező vásznát, az 1913-as Erdőirtás Csíkországban címet viselő festményét. Utóbbi két monumentális alkotása a szecesszió kései visszfényét tükrözi. A budapesti Nemzeti Szalon kiállításain a székely népéletből ihletődött mozgalmas-szenvedélyes képeivel tűnt föl.

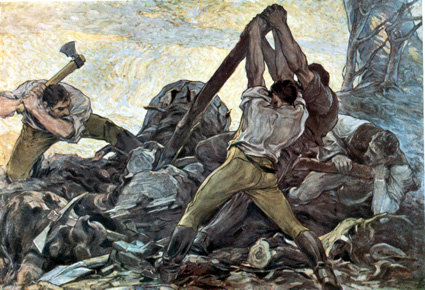
Márton Ferenc Erdőirtás Csíkországban című 1913-as festménye

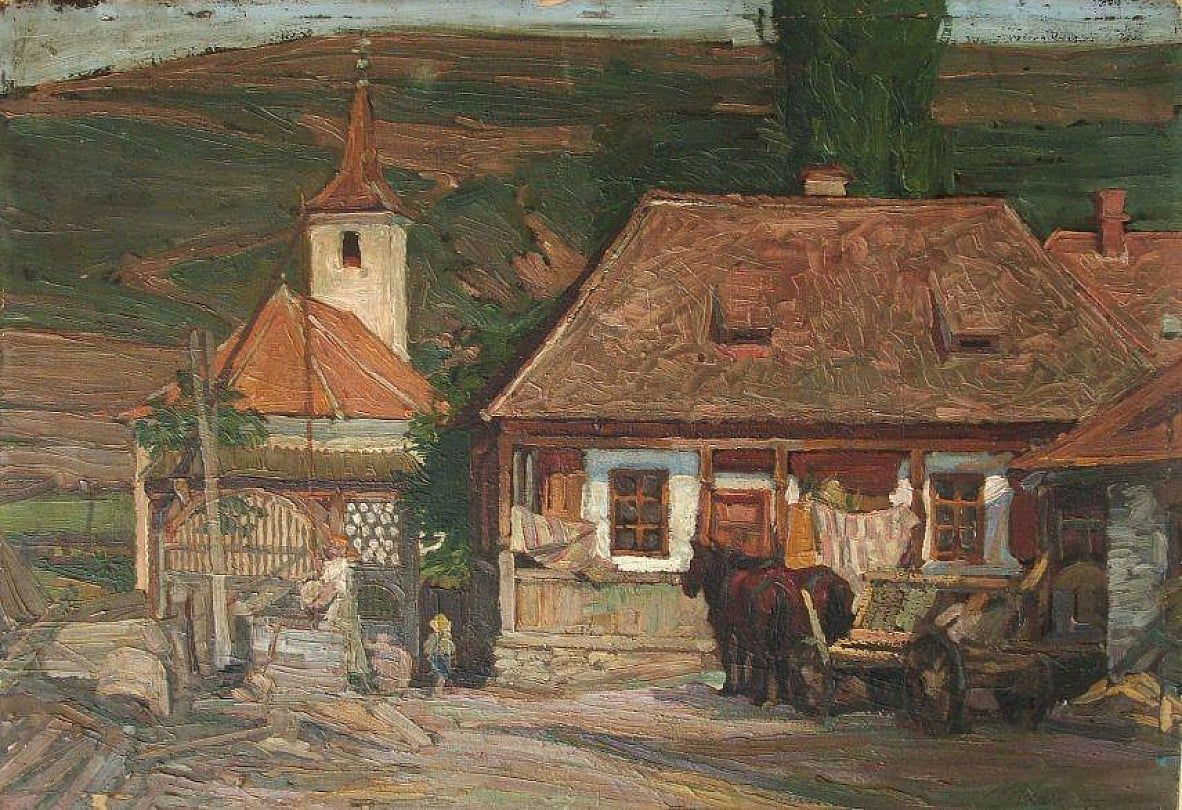
Márton Ferenc Udvarunk című festménye

Az első világháború idején frontkatonaként szolgált, illetve ugyanezen idő alatt hadi festőként munkálkodott az olasz, a szerb és az orosz harctéren. Riportképeket küldött haza a frontról, rajzokban tudósított a forradalmi eseményekről és a háború utáni Tisza-perről. Háborús tapasztalatait rajzok és pasztellek százaiban örökítette meg, összesen mintegy háromezer rajzot és képet készített a harctéren. Számos festményét jelentette meg különböző tárlatokon, azonban eladnia nem sikerült belőlük. Emiatt kényszerből rajzokat, díszítéseket, valamint illusztrációkat készített több regény és folyóirat számára. Ezen kívül festett kisebb szabású műveket, freskókat és templomokat, illetve vállalta számos köz- és magánépület díszítését. A háború után véglegesen Budapesten telepedett le.
Két freskót készített a Gyöngyösön található templomban. A szegedi fogadalmi templom bejárata fölé két apostol mozaikját festette meg, amelyek a magyar egyházi művészet páratlan értékei. Később nagyszerű mozaiktervet készített a templom főoltára fölé, az épület kupolájának mennyezetére. Élete utolsó éveiben, 1925 környékén a festőművészet terén elért sikereit és munkásságát követően áttért a szobrászati és építészeti pályára. Ebből az időszakából három jelentősebb művet hagyott maga után. Az egyik a rákoskeresztúri hősi emlékmű, illetve ő készítette az első népfelkelő honvéd emlékművét is Budapesten. Továbbá ditrói Siklódy Lőrinc (1876–1945) szobrászművésszel együtt alkotta meg a kecskeméti temetőben található Katona József-síremléket.
Munkái közé tartozik a Baár–Madas Református Gimnázium nagy méretű, külső falfestménye.
Életének legutolsó jelentős szobrászati munkáját egyedül tervezte meg és készítette el. Ez az alkotás a debreceni honvéd bronzszobra. 1940. június 8-án hunyt el Budapesten, a Kerepesi temetőben helyezték végső nyugalomra. Temetésén körülbelül ezerötszázan jelentek meg. A sírkert 41/1-es számú parcellájában nyugszik. Illusztrátorként elsősorban az Érdekes Újság című folyóiratban megjelent illusztrációinak köszönhetően vált ismertté. A Magyarság című napilapnál portrérajzolóként dolgozott, majd a két világháború közötti időszakban az Új Magyarság című politikai napilap munkatársa volt.
Gazdag rajzművészetét az akadémista hagyománytisztelet és a technikai virtuozitás jellemzi. Grafikai alkotásai közül kiemelkedik Dózsa-sorozata, a pályatársakról (Ady Endréről, Benedek Elekről) készült számos rajza és irodalmi illusztrációs munkája. Munkái vannak budapesti közgyűjteményekben, a Csíki Székely Múzeumban 207 db., valamint palettája és a Siklódy Lőrinc készítette halotti maszkja, a sepsiszentgyörgyi képtárban, valamint a család csíkszentgyörgyi leszármazottainak birtokában. Valójában sohasem hagyta el végleg Erdélyt. Hazajárt élményanyagért, látogatásai során erdélyi társaival, Nagy István és Nagy Imre festőművészekkel állandó kapcsolatot tartott fenn, hatásaival is részese maradt a székely művészeti életnek.
A csíki székelység három kiemelkedő jelentőségű festőt tart számon, akik nagyjából a két világháború közti időszakban éltek, vagy egy kicsit tovább tart – egészen a múlt évszázad hetvenes éveiig nyúlik – életpályájuk. Nagy Imréről, Nagy Istvánról és Márton Ferencről van szó, ők a klasszikus jelentőségű alkotói ennek a közösségnek.